# Tachydromia tuberculata
Tachydromia tuberculata är en tvåvingeart som först beskrevs av Friedrich Hermann Loew 1864.  Tachydromia tuberculata ingår i släktet Tachydromia och familjen puckeldansflugor. Inga underarter finns listade i Catalogue of Life.